# Antissemitismo na União Soviética

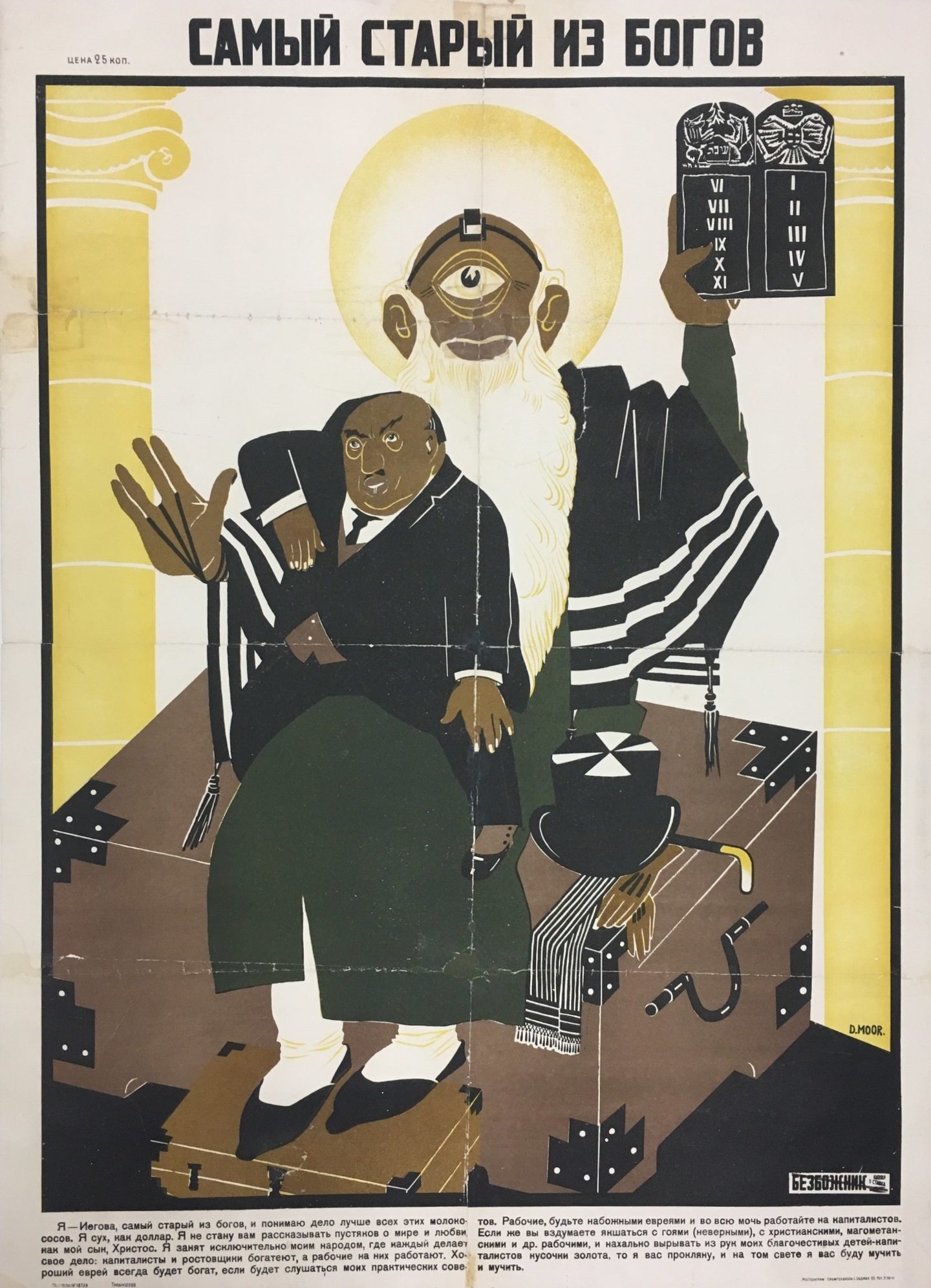
Pôster soviético anti-semita, 1923

O antissemitismo na União Soviética tem relações diretas como uma herança de perseguições ao povo judeu durante a história da Rússia czarista. A Revolução Russa de 1917 derrubou um regime centenário de antissemitismo oficial no Império Russo, incluindo sua Zona de Assentamento Judeu. Contudo, o legado anterior de antissemitismo foi continuado pelo estado soviético, especialmente sob Josef Stalin, que espalhou teorias conspiratórias anti-judaicas através de sua rede de propaganda. O preconceito no país alcançou novas alturas depois de 1948 durante a campanha contra os "cosmopolitas sem raízes", na qual vários escultores, pintores, escritores e poetas da literatura iídiche foram mortos ou presos. Isto culminou no chamado "complô dos médicos", no qual um grupo de médicos (do qual quase todos eram judeus) foram sujeitos a uma farsa judicial por haver, supostamente, conspirado para assassinar Stalin.

## Judeus antes da revolução
Sob os czares, os judeus – que eram aproximadamente 5 milhões no Império Russo nos anos 1880 e cuja maioria vivia na pobreza – haviam sido confinados à Zona de Assentamento Judeu, onde enfrentaram preconceitos e perseguições, geralmente na forma de leis discriminatórias, e eram, com frequência, vítimas de pogroms, muitos dos quais eram organizados pelas autoridades czaristas ou com a aprovação tácita destas. Como resultado de serem vítimas de opressão, muitos judeus emigraram do Império Russo ou aderiram a partidos políticos, como o Bund judaico, os Bolcheviques, o Partido Socialista Revolucionário, e os Mencheviques. Houve também diversas publicações antissemitas da época que obtiveram ampla divulgação.

## Após a revolução

### Revolução de Fevereiro e o Governo Provisório
O Governo Provisório Russo cancelou todas as restrições impostas aos judeus pelo regime czarista, num movimento paralelo à emancipação judaica na Europa ocidental, que havia acontecido durante o século XIX com a abolição das restrições judaicas.

### Bolcheviques
A Revolução Bolchevique aboliu oficialmente a zona de assentamento judeu e outras leis que consideravam os judeus como um povo fora da lei. Ao mesmo tempo, os bolcheviques opunham-se veementemente ao judaísmo (em verdade, a qualquer religião) e conduziram uma grande campanha de supressão tanto das tradições religiosas entre a população judaica como da cultura judaica tradicional. Em 1918, o Yevsektsiya foi criado para promover o marxismo, o secularismo e a assimilação judaica à sociedade soviética, além de, supostamente, trazer o comunismo ao povo judaico.
Em agosto de 1919, propriedades judaicas, incluindo sinagogas, foram confiscadas e muitas comunidades judaicas foram dissolvidas. As leis antirreligiosas contra todas as formas de expressão e de educação religiosa foram impostas a todos os grupos religiosos, incluindo as comunidades judaicas. Muitos rabinos e outros oficiais religiosos foram forçados a renunciar seus cargos sob a ameaça de perseguição violenta. Este tipo de acossamento continuou até os anos 1920. Judeus também eram, com frequência, posicionados nas linhas de frente das guerras russas do início do século XX até a Segunda Guerra Mundial. Como resultado, uma grande quantidade de judeus emigraram da Rússia para lugares como os Estados Unidos. Mudar o sobrenome familiar durante a emigração para reduzir riscos não era incomum.
As declarações oficiais de Lenin sobre o antissemitismo eram contraditórias. Em março de 1919, ele proferiu um discurso chamado "Dos Pogroms Anti-Judaicos" no qual denunciou o antissemitismo como uma "tentativa de desviar o ódio dos trabalhadores e camponeses dos exploradores para os judeus". O discurso ia ao encontro de condenações anteriores dos pogroms antissemitas perpetrados pelo Exército Branco durante a Guerra Civil Russa. Ao mesmo tempo, Lenin escreveu em seu projeto de uma diretiva para o Partido Comunista "As políticas na Ucrânia" no outono de 1919:

Judeus e habitantes citadinos na Ucrânia devem ser levados por manoplas de pele de porco espinho, enviados para lutar nas linhas de frente e jamais devem ser permitidos em quaisquer posições administrativas (exceto uma porcentagem irrisória, em casos excepcionais, e sob [nosso] controle de classe)
Campanhas em massa contra o antissemitismo foram realizadas até o início dos anos 1930. Em 1918, Lenin discursou especificamente contra o antissemitismo. No mesmo ano, uma literatura informativa em grande escala sobre o antissemitismo foi publicada. As campanhas atingiram seu ápice de 1927 a 1930, quando a propaganda soviética tratou o preconceito como sendo espalhado por inimigos do país. Peças de teatro e filmes foram feitos sobre o tema e julgamentos públicos foram realizados. Em 1931, Stalin disse em resposta à Agência Telegráfica Judaica: "O antissemitismo, como uma forma extrema de chauvinismo racial, é o vestígio mais perigoso do canibalismo."
Campanhas informativas contra o antissemitismo foram realizadas no Exército Vermelho e nos locais de trabalho, e uma disposição que proibia a instigação de propaganda contra qualquer etnia se tornou parte da lei soviética. Em 1934, o governo soviético tinha a posição oficial de se opor ao antissemitismo "em qualquer lugar do mundo" e, além disso, alegava expressar "sentimentos fraternais pelo povo judeu", elogiando as contribuições judaicas para o socialismo internacional.

## Sob Stalin
Josef Stalin surgiu como líder da União Soviética após um disputa de poder com Leon Trótski depois da morte de Lenin. Foi acusado de recorrer ao antissemitismo em alguns de seus argumentos contra Trótski, cuja origem era judaica. Aqueles que conheciam Stalin, como Khrushchov, sugerem que há muito ele nutria sentimentos negativos contra judeus, sentimentos estes que haviam se manifestado antes da Revolução de 1917. Ainda em 1907, Stalin escreveu uma carta diferenciado uma "facção judia" e uma "facção verdadeiramente russa" no bolchevismo. Boris Bazhanov, o secretário de Stalin, afirmou que o líder soviético havia realizado grosseiros ataques antissemitas antes mesmo da morte de Lenin. Adotou políticas discriminatórias que foram reforçadas com seu anti-ocidentalismo. Como o antissemitismo era associado à Alemanha Nazista — por suas políticas raciais — e condenado pelo sistema soviético, a União Soviética e outros estados comunistas usavam o termo "antissionismo" para suas políticas antissemíticas. O antissemitismo — como o historiador, orientalista e antropólogo Raphael Patai e a geneticista Jennifer Patai Wing colocaram em seu livro The Myth of the Jewish Race — era  "amparado na linguagem de oposição ao sionismo".
O antissemitismo na União Soviética começou abertamente como uma campanha contra o "cosmopolitanismo sem raízes" (um suposto eufemismo para "judeu"). Em seu discurso intitulado "Das Diversas Razões para o Atraso na Dramaturgia Soviética" numa sessão plenária do conselho da União de Escritores Soviéticos em dezembro de 1948, Alexander Fadeyev equiparou os cosmopolitanos aos judeus. Nesta campanha contra o "cosmopolitano sem raízes", muitos dos principais escritores e artistas judeus foram mortos. Termos como "cosmopolitanos sem raízes", "cosmopolitanos burgueses" e "indivíduos desprovidos de nação ou tribo" (os quais todos eram códigos para judeus) apareceram em jornais. A imprensa soviética os acusou de "rastejar perante o Ocidente", de "ajudar o imperialismo americano", de "imitações servis da cultura burguesa" e de "esteticismo burguês". A vitimização dos judeus na URSS nas mãos dos nazistas foi negada, estudiosos judeus foram retirados das ciências e direitos de imigração foram negados. A campanha stalinista antissemita culminou no "complô dos médicos" em 1953. De acordo com Patai e Patai, o incidente foi "claramente dirigido à liquidação total da vida cultural judaica." O antissemitismo comunista sob Stalin compartilhou uma característica em comum com o antissemitismo nazista e fascista: sua crença numa "conspiração mundial judaica".
O antissemitismo soviético estendeu-se às políticas de Estado na zona de ocupação soviética na Alemanha. Como observou o historiador Norman Naimark, oficiais da Administração Militar Soviética na Alemanha (SVAG) em 1947-48 exibiam uma "obsessão crescente" com a presença de judeus na administração militar, em especial sua presença na Administração de Propaganda do Departamentode Quadros. Judeus em universidades alemãs que resistiram à sovieticalização foram caracterizados como "vítimas do fascismo", mas de origem "não ariana", agora "alinhados com os partidos burgueses".
Estudiosos como Erich Goldhagen afirmam que, após a morte de Stalin, a política da União Soviética concernente aos judeus e à questão judaica tornou-se mais discreta, com políticas antissemitas indiretas ao invés de agressões físicas diretas. Goldhagen sugere que, apesar de ser notoriamente crítico de Stalin (vide seu Discurso Secreto, por exemplo), Nikita Khrushchov não considerava as políticas antissemitas de seu antecessor como "atos monstruosos" ou "violações grosseiras dos princípios leninistas básicos da política de nacionalidade do estado soviético."

## Sob Brejnev
Imediatamente após a Guerra dos Seis Dias em 1967, as condições antissemitas começaram a causar desejo de emigrar para Israel por muitos judeus soviéticos. Engenheiro de rádio ucraniano judeu, Boris Kochubievsky tentou se mudar para Israel. Em uma carta a Brejnev, ele declarou:

Eu sou judeu. Eu quero viver no estado judeu. Esse é o meu direito, assim como os direitos de um ucraniano de viver na Ucrânia, o direito de um russo de viver na Rússia, o direito de um georgiano de viver na Geórgia. Eu quero morar em Israel. Esse é o meu sonho, esse é o objetivo não apenas da minha vida, mas também das vidas de centenas de gerações que me precederam, dos meus antepassados que foram expulsos de suas terras. Quero que meus filhos estudem na língua hebraica. Eu quero ler jornais judeus, quero assistir a um teatro judeu. O que há de errado com isso? Qual é o meu crime...?
Dentro de uma semana, foi chamado para o escritório da KGB e, sem questionar, foi levado para uma instituição mental em sua cidade natal, Kiev. Embora isso possa parecer um incidente isolado, as consequências da Guerra dos Seis Dias afetaram quase todos os judeus da União Soviética. Filmes como Segredo e Explícito lançados naqueles anos tinham uma forte carga antissemita. Os que haviam sido submetidos à assimilação sob regimes anteriores agora eram confrontados com um novo sentido de vigor e reavivamento em sua fé e herança judaica. Em 23 de fevereiro de 1979, um artigo de seis páginas foi distribuído pelas cidades de Moscou e Leningrado, que criticaram Brejnev e outros sete indivíduos por serem "sionistas". O artigo continha traços de antissemitismo profundamente arraigado, nos quais o autor anônimo, membro da Organização de Libertação Russa, estabeleceu maneiras de identificar sionistas; isso incluía "peito e braços peludos", "olhos esquisitos" e "nariz de gancho".
Em 22 de fevereiro de 1981, num discurso que durou mais de 5 horas, o primeiro-ministro soviético Leonid Brejnev denunciou o antissemitismo na União Soviética. Enquanto Stalin e Lenin fizeram praticamente o mesmo em várias declarações e discursos, essa foi a primeira vez que um oficial soviético de alto escalão o fez na frente de todo o Partido. Reconheceu que o antissemitismo existia no bloco oriental e viu que existiam muitos grupos étnicos diferentes cujos "requisitos" não estavam sendo atendidos. Durante décadas, pessoas de diferentes origens étnicas ou religiosas foram assimiladas na sociedade soviética e foram negadas da capacidade ou dos recursos de obter educação ou praticar sua religião como haviam feito anteriormente. Brejnev tornou oficial a Política Soviética para fornecer a esses grupos étnicos esses "requisitos" e citou o medo do "surgimento de tensões interétnicas" como motivo. O anúncio da política foi seguido de uma mensagem genérica, mas significativa do Partido:

O PCUS [Partido Comunista da União Soviética] lutou e sempre lutará resolutamente contra fenômenos [de tensões interétnicas] estranhos à natureza do socialismo, como o chauvinismo ou o nacionalismo, contra quaisquer aberrações nacionalistas como, digamos, antissemitismo ou sionismo. Somos contra as tendências voltadas à erosão artificial de características nacionais. Mas, na mesma medida, consideramos inadmissível seu exagero artificial. É dever sagrado do partido educar os trabalhadores no espírito do patriotismo soviético e do internacionalismo socialista, de um sentimento orgulhoso de pertencer a uma única grande pátria soviética.
Enquanto para muitos, a questão do antissemitismo parecia ter sido descartada de maneira muito casual e quase acidental, era muito calculada e planejada, como tudo mais no Partido era. Nesse momento, a União Soviética estava sentindo pressão de todo o mundo para resolver muitas violações de direitos humanos que estavam ocorrendo dentro de suas fronteiras, e a declaração respondeu às investigações de países como Austrália e Bélgica. Embora o Partido parecesse estar adotando uma postura dura contra o preconceito, permaneceu o fato de que a propaganda antissemita já estava presente no país, tornando extremamente difícil resolver os problemas imediatamente. Além disso, organizações judaicas em Washington, D.C. estavam chamando a atenção para os problemas dos judeus soviéticos para os líderes americanos.
Um grande passo foi dado em ajudar os judeus soviéticos em 18 de outubro de 1974, quando o senadores Henry M. Jackson, Henry Kissinger, juntamente com o senador Jacob Javits e o congressista Charles Vanik reuniram-se para discutir a finalização da "emenda Jackson–Vanik", que esteve no limbo no Congresso dos Estados Unidos por quase um ano. Após a reunião, Jackson disse a repórteres que um "entendimento histórico na área de direitos humanos" havia sido alcançado e, embora ele não tenha "comentado o que os russos fizeram... [houve] uma reviravolta completa aqui nos pontos básicos". A emenda destinava a recompensar a União Soviética por permitir que alguns judeus soviéticos deixassem o país.
Embora o problema parecesse mais próximo de ser resolvido, o Kremlin reagiu de maneira previsível contra a permissão de sua emigração e política externa serem ditadas por judeus em Washington. Andrei Gromyko, o Ministro dos Negócios Estrangeiros, transmitiu uma carta a Kissenger, afirmando que "recusamos resolutamente tal interpretação", no que diz respeito à opinião de que este diploma legislativo levaria a que mais "cidadãos soviéticos" pudessem sair em comparação com anos anteriores. Enquanto o projeto ainda era aprovado por uma margem esmagadora, o Kremlin sentiu-se atacado. Portanto, quando os Estados Unidos impuseram um limite oficial à quantidade de crédito que seria permitido à União Soviética, empurraram o problema dos judeus soviéticos para a vanguarda das questões que precisavam de resolução entre as duas superpotências.